# Terrence J. Sejnowski
Terrence Joseph Sejnowski (* 13. August 1947) ist ein Neurowissenschaftler am Howard Hughes Medical Institute und seit 2004 Francis Crick Professor am Salk Institute for Biological Studies, wo er das Computational Neurobiology Laboratory leitet. Weiterhin ist er Professor of Biological Sciences und Adjunct Professor an der University of California, San Diego.
Sejnowski studierte Physik an der Case Western Reserve University und der Princeton University und wurde 1978 zum Ph.D. an der Princeton University promoviert.
1982 wurde er Professor am Department of Biophysics der Johns Hopkins University, bevor er 1988 nach San Diego ging.
Sejnowski ist Präsident der Neural Information Processing Systems Foundation, die jährlich die NIPS Conference veranstaltet.
Zusammen mit Geoffrey Hinton erfand er die Boltzmann-Maschine und lieferte Pionierarbeiten in der Entwicklung von Lernalgorithmen NETtalk. 2010 wurde er zum Mitglied der National Academy of Sciences, 2013 zum Mitglied der American Academy of Arts and Sciences und 2025 sowohl zum der American Philosophical Society als auch zum Auswärtigen Mitglied der Royal Society gewählt. Für 2022 wurde Sejnowski der Gruber-Preis für Neurowissenschaften zugesprochen, für 2024 der Brain Prize.

## Publikationen
- Terrence J. Sejnowski, Charles R. Rosenberg: NETtalk: A Parallel Network That Learns to Read Aloud. (Technical Report JHU/EEC-86/01.), Johns Hopkins University, Baltimore 1986.
- T. Sejnowski, C. Rosenberg: Parallel networks that learn to pronounce English text. In: Complex Systems. Band 1, 1987, S. 145–168.
- Patricia S. Churchland, Terrence J. Sejnowski: The Computational Brain. MIT Press, Cambridge, Massachusetts 1992 (dt.: Grundlagen zur Neuroinformatik und Neurobiologie. Vieweg Verlagsgesellschaft, 1997, ISBN 3-528-05428-X)
- S. B. Laughlin, T. J. Sejnowski: Communication in neuronal networks. In: Science. Band 301, 2003, S. 1870–1874.
- J.-M. Fellous, P. H. E. Tiesinga, P. J. Thomas, T. J. Sejnowski: Discovering spike patterns in neuronal responses. In: Journal of Neuroscience. Band 24, Nr. 12, 2004, S. 2989–3001.
- D. M. Eagleman, J. E. Jacobson, T. J. Sejnowski: Perceived luminance depends on temporal context. In: Nature. Band 428, 2004, S. 854–856.
- A. R. Houweling, M. Bazhenov, I. Timofeev, M. Steriade, T. J. Sejnowski: Homeostatic synaptic plasticity can explain post-traumatic epileptogenesis. In: Cerebral Cortex. Band 15, 2005, S. 834–845.
- A. N. Meltzoff, P. K. Kuhl, J. Movellan, T. J. Sejnowski: Foundations for a new science of learning. In: Science. 325, 2009, S. 284–288.
- Thomas M Bartol Jr, Cailey Bromer, Justin Kinney, Michael A Chirillo, Jennifer N Bourne, Kristen M Harris, Terrence J Sejnowski: Nanoconnectomic upper bound on the variability of synaptic plasticity. In: eLife. Band 4, 2015, S. e10778. doi:10.7554/eLife.10778. (elifesciences.org, pdf)
- S. Makeig, K. Gramann, T. P. Jung, T. J. Sejnowski, H. Poizner: Linking brain, mind and behavior. In: Int J Psychophysiol. Band 73, Nr. 2, Aug 2009, S. 95–100. doi:10.1016/j.ijpsycho.2008.11.008.
- Muller, L., Chavane, F., Reynolds, J., & Sejnowski, T. J. (2018): Cortical travelling waves: mechanisms and computational principles. Nature Reviews Neuroscience, 19(5), 255–268.
- M. Samavat, T. M. Bartol, K. M. Harris, T. J. Sejnowski: Synaptic Information Storage Capacity Measured With Information Theory. In: Neural Computation. Band 36, Nr. 5, 2024, S. 781–802.

| Personendaten    | Personendaten                                   |
| ---------------- | ----------------------------------------------- |
| NAME             | Sejnowski, Terrence J.                          |
| ALTERNATIVNAMEN  | Sejnowski, Terrence Joseph (vollständiger Name) |
| KURZBESCHREIBUNG | US-amerikanischer Neurowissenschaftler          |
| GEBURTSDATUM     | 13. August 1947                                 |